# داویده بووه
داویده بووه (انگلیسی: Davide Bove؛ زادهٔ ۷ نوامبر ۱۹۹۸) بازیکن فوتبال اهل ایتالیا است که در حال حاضر برای باشگاه فوتبال ویس پزارو دال ۱۸۹۸ بازی می‌کند.

## دوران باشگاهی
داویده بوه در بنوونتو به دنیا آمد و کار خود را در بخش جوانان باشگاه فوتبال نووارا آغاز کرد. او در فصل ۲۰۱۹-۲۰۱۸ سری سی به تیم اول ارتقا یافت. او اولین بازی حرفه‌ای خود را در ۲۸ نوامبر در برابر باشگاه فوتبال پونته‌درا انجام داد.
در ژوئیه ۲۰۱۹، به دلیل مشکلات قلبی از فوتبال کناره‌گیری کرد. در ۲۸ اکتبر ۲۰۱۹، بوه به عنوان بازیکن بازگشت.
در ۲۱ اوت ۲۰۲۱، با باشگاه فوتبال آولینو قرارداد امضا کرد.
در ۱ اوت ۲۰۲۲، بوه به باشگاه فوتبال کروتونه منتقل شد و قراردادی دو ساله امضا کرد.